# Semipelagianismus
Semipelagianismus war eine im 5./6. Jahrhundert vor allem in Südgallien verbreitete theologische Lehrrichtung über die Rolle des freien Willens bei der Erlösung. Im semipelagianischen Denken wird zwischen dem Beginn des Glaubens und dem Wachstum des Glaubens unterschieden. Das halbpelagianische Denken lehrt, dass die zweite Hälfte – das Wachsen im Glauben – das Werk Gottes ist, wohingegen der Beginn des Glaubens ein Akt des freien Willens sein soll.

## Geschichte
Diese Lehre steht dem Pelagianismus nahe (daher der Name), bemüht sich jedoch, ihre Aussagen von dem bereits vom Konzil von Ephesos verurteilten Pelagianismus eines Julianus von Eclanum abzugrenzen. Ausgelöst wurde diese Bewegung durch die harte Verurteilung des Pelagianismus durch Augustinus, durch dessen Anschauungen über Sünde und Gnade sich insbesondere Angehörige monastisch-asketischer Gemeinschaften angegriffen fühlten. Hauptvertreter war der Mönch Johannes Cassianus in Marseille. Im 13. Buch seiner Gespräche mit den Vätern brachte er seine von dessen Prädestinations- und Gnadenlehre differierenden Anschauungen vor, die von Augustinus 428/429 in zwei Schriften – De praedestinatione sanctorum (MPL 44, 959–992) und De dono perseverantiae (MPL 45, 993–1034) – bekämpft wurden. Darin betont Augustinus, dass nicht nur das Beharren im Glauben, sondern bereits der Glaube selbst von Anfang an ein Gnadengeschenk Gottes sei. Cassianus hatte hingegen die anfängliche Entscheidung für den Glauben allein dem freien Willen zugeschrieben.
Der semipelagianische Streit dauerte die folgenden Jahrzehnte an und wurde erst 529 auf der Synode von Orange, der im südfranzösischen Arausio, dem heutigen Orange, an der Rhône stattfand, mit einer Verurteilung des Semipelagianismus beendet. Die Beschlüsse des Arausicanum wurden von Papst Bonifatius II. bestätigt und verwarfen sowohl Pelagianismus wie Semipelagianismus ganz im Sinne der augustinischen Lehren über Sünde und Gnade. Der freie Wille sei durch die Erbsünde derart geschwächt, dass der Mensch von sich aus Gott weder lieben noch an ihn glauben noch um seinetwillen etwas Gutes tun könne. Auch das Beharren im Glauben sei Gnade. Die Vorstellung einer doppelten Prädestination hingegen (der einen zum Heil, der anderen zur Verdammnis) wurde von der Synode verworfen.

## Wirkungsgeschichte
Die Kritik des deutschen Reformators Martin Luther galt sowohl den Praktiken der katholischen Kirche als auch den Lehren des Humanisten Erasmus von Rotterdam (1469–1539). Katholiken wie Humanisten warf er Semipelagianismus vor, der lehre, dass der Mensch durch seinen freien Willen etwas zu seinem Heil beitragen könne. In seiner Schrift De libero arbitrio schrieb Erasmus viel der Gnade Gottes zu, aber trotzdem bewirke der Mensch nicht einfach nichts. Luther lehnte in De servo arbitrio diese Vorstellung ab, um klarzumachen, dass das Heil und die Heilsgewissheit ganz von Gott her zum Menschen komme.
Semipelagianismus wurde als Begriff erstmals von den spanischen Dominikanern gegen den Jesuiten Luis de Molina (1535–1600) verwendet. Die katholische Kirche hat Semipelagianismus verurteilt und der Molinismus ist heutzutage eine geduldete Minderheitsmeinung. Dabei ist der Molinismus eine Lehre, die von dem, was man heute Semipelagianismus nennt, abzugrenzen ist. Kein Molinist lehrt, dass der erste Willensakt total frei wäre. Die meisten Molinisten (Molina selbst und auch Franz von Sales) lehren eine bedingte Prädestination post und propter praevisa merita (nach und wegen Vorschau der Verdienste). Das heißt, dass Gott voraussehe, wie ein Mensch mit freiem Willen – beflügelt von einer bestimmten Gnade – sich entscheidet, und auf Basis dieses Wissens wählt Gott eine Gnadenordnung aus. Die Mehrheitsmeinung aber ist die der Thomisten und einzelner älterer Molinisten (darunter Suárez und Bellarmin): Eine absolute Prädestination ante praevisa merita (vor Vorschau der Verdienste). Danach beschließt Gott von Ewigkeit her, ohne Rücksicht auf Verdienste des Menschen, nach freiem Wohlgefallen die Beseeligung bestimmter Menschen. Diese Streitfrage ist aber unter katholischen Theologen bis heute noch nicht durch das Lehramt geklärt worden, obzwar dasselbe den Thomismus ganz generell empfiehlt. Weder Molinisten noch Thomisten wollen mit ihrer Lehre die Willensfreiheit des Menschen leugnen; die Molinisten „betonen“ sie sozusagen mehr. Diese Streitfrage ist als de-auxiliis-Kontroverse oder auch Gnadenstreit bekannt.
In einigen englischsprachigen reformierten und evangelikalen theologischen Nachschlagewerken des 20. und 21. Jahrhunderts taucht der Begriff des Semipelagianismus erneut auf. Er wird eher negativ dargestellt als willentliche Bemühungen des sündigen Menschen zur Buße und zum christlichen Glauben hin, worauf die Gnade und Hilfe Gottes hinzukomme.
Die evangelischen Theologen Gerhard Ruhbach, Wilhelm Maurer und Lothar Gassmann behaupten, dass sich viele christliche Kirchen erneut den häretischen Lehren von Pelagius und Erasmus von Rotterdam angenähert hätten und einen faktischen Semipelagianismus leben würden, obwohl dieser auf den frühen Synoden und Konzilien lehrmäßig verworfen worden sei. Dem menschlichen Denken sei eine gemeinsame Erlangung des Heils naheliegender als eine Sicht der Prädestination, doch Heilsgewissheit könne er nicht vermitteln. Die Unterzeichnung der Gemeinsamen Erklärung zur Rechtfertigungslehre durch evangelische Kirchen am Reformationstag 1999 in Augsburg sei eine Hinwendung zum Semipelagianismus, da diese auch die römisch-katholische Gnadenlehre anerkenne. Das ist eine Aussage, mit der sich diese Theologen von mittelalterlichen protestantischen Theologen entfernen, insbesondere den Calvinisten, die der thomistischen Gnadenlehre in der Tat sehr nahestanden (oder vice versa).